# Bonellia plumosa
Bonellia plumosa är en djurart som tillhör fylumet skedmaskar, och som beskrevs av DattaGupta, A.K. 1981. Bonellia plumosa ingår i släktet Bonellia och familjen Bonelliidae. Inga underarter finns listade i Catalogue of Life.